# 德汉
德汉（荷蘭語：De Haan，荷蘭語發音：[də ˈɦaːn]，法語發音：[lə kɔk]）是比利时弗拉芒大區西佛兰德省奥斯坦德区的一个市镇，北濒北海，通行荷蘭語，是弗拉芒社群的一部分，面积46.14平方千米，人口12,635人（2018年1月1日）。